# Rachita Taneja
Rachita Taneja (Delhi) es una ilustradora de cómic y columnista india.

## Biografía
Cuando empezó a hacer cómics no sabía dibujar, pero lo usó para romper algunos tabúes, incluidos los relacionados con la menstruación, la salud mental y el  colectivo LGBTI+.  
Es creadora del webcomic feminista Sanitary Panels ('Paneles Sanitarios'), donde reflexiona sobre la sociedad, la cultura y la política desde 2014.     Creó el cómic mientras trabajaba para la organización Greenpeace y desde entonces tiene miles de seguidores en Instagram.Además, publica en la revista Forbes. Ha sufrido acoso por su activismo en contra del Tribunal Supremo de la India y, como denuncia Reporteros sin Fronteras, se está violando su derecho de expresión.   

### Trayectoria artística
Subió la primera tira de Sanitary Panels a Facebook en 2014, en respuesta a la detención de personas por denunciar al primer ministro Narendra Modi en la plataforma de redes sociales. En aquel momento, Sanitary Panels eran simples garabatos que Taneja dibujaba en su tableta y compartía con sus amigos, pero pronto se dio cuenta de que su trabajo estaba recibiendo mucha atención positiva, lo que la llevó a abrir una página oficial en Facebook para su webcómic el 15 de junio de 2014. Quería llamar a su webcómic algo tabú, y eligió un juego de palabras con compresas.
En 2016 cofundó la Internet Freedom Foundation (Fundación para la Libertad en Internet), que lucha por la neutralidad de la red, la libertad de expresión y la privacidad. También es defensora del movimiento Me Too. En 2017, la Fundación Obama difundió en un vídeo de YouTube el trabajo de Taneja y la responsabilidad que siente de que su contenido sea lo más preciso y justo posible, ya que llega a millones de personas. Taneja desea contribuir a la justicia social a través de sus cómics.
Taneja considera que el humor es muy eficaz a la hora de comunicar ideas complejas a grandes grupos de personas. Ha protagonizado el documental Dibujar para resistir (2023) producido por Sama Pana (en español, India: la ilustradora Rachita Taneja), que forma parte de la serie Draw For Change.  Amany Al-Ali (Siria), Doaa el Adlh (Egipto), Victoria Lomasko (Rusia) y Mar Maremoto (México) son las otras cuatro protagonistas de la serie.